# 根叶漆姑草
根叶漆姑草（学名：Sagina maxima）是石竹科漆姑草属的植物。分布在台湾岛、俄罗斯、朝鲜、美国、日本以及中国大陆的四川、江苏、云南、安徽、辽宁、湖北、新疆等地，生长于海拔500（1,600英尺）的地区，常生长在田野，目前尚未由人工引种栽培。其种加词“maxima”意为“大的”。

## 别名
大瓜槌草（台湾植物志）

## 亚种
- Sagina maxima subsp. crassicaulis (S.Watson) G.E.Crow
- 指名亚种 Sagina maxima subsp. maxima A.Gray